# U-222号潜艇
U-222号（德語：U 222）是纳粹德国战争海军建造的568艘VII-C型潜艇（或称U艇）之一。它由基尔的日耳曼尼亚船厂承建，于1942年3月28日下水，至5月23日交付使用。第二次世界大战期间，该艇尚未及参与任何战斗，便于1942年9月2日在皮劳以西的波罗的海与友艇U-626号相撞后沉没，造成艇内42名官兵罹难、仅3人获救。

## 设计
VII-C型是VII级潜艇的第三次、也是最有价值的改进型。它搭载了被称为“S装置”的新式主动声呐系统，为了容纳这种新设备，VII-C型的艇体尺寸有所增加，并重新设计了压载水舱，在其两侧各增加了一个可提供储备浮力的小型浮舱，有利于潜艇完成快速下潜。U-222号的全长为67.10米，舷宽6.20米、并有4.74米的吃水深度，水上和水下排水量分别为769吨和871吨。该艇采用双轴设计，具有两副直径为1.23米的三叶螺旋桨。在机械系统方面，VII-C型艇也得到了升级：通过艇上配备的燃油过滤系统，柴油机润滑系统的使用受命得以延长，也为不同润滑剂在艇上机械设备上混合使用留足了余地。原先前型艇用于发射鱼雷和主压载舱吹除操作的电动空气压缩机则改为容克斯的柴动压缩机，从而减小了对艇上电气系统的依赖；此外，该型艇还装配了更为现代化的电力转换系统。动力由两台日耳曼尼亚生产的F46型六缸四冲程1,400匹公制馬力（1,000千瓦特）机械增压柴油机用于水面运行，以及两台AEG提供的GU 460/8-276型375匹公制馬力（280千瓦特）双作用电动发电机用于水下航行；水面最高航速17.7節（32.8每小時），水下7.6節（14.1每小時）；能够在水面以10節（19每小時）航速续航8,500海里（15,700），或以4節（7.4每小時）连续在水下航行80海里（150）而无需充电。
武器装备方面，U-222号装备有五具内置式鱼雷发射管——艇艏四具、艇艉一具。其艇艉的鱼雷发射管设计在耐压壳体内部、两片舵之间，鱼雷可以由此向外发射。在轮机舱甲板下方还配备了用于艇艉的鱼雷装填系统，耐压壳体与甲板室之间一前一后还设计有外置鱼雷贮存装置，因此U-222号可携带14枚G7型鱼雷。但不同于其它批次的C型艇，该艇不设水雷贮存及布设装置。此外，它还搭载有一门配备220发弹药的88毫米35式速射炮以及一门配备1,195发弹药20毫米30式高射炮作为甲板炮。其标准船员编制为4名军官及40－56名水兵。

## 历史
1940年8月15日，海军造舰局将U-222号的建造合同发包予基尔的日耳曼尼亚船厂，并自1941年6月16日开始铺设龙骨，建造序列为652。经过九个多月的建造，它于1942年3月28日下水，至5月23日在首度担任艇长的海军中尉拉尔夫·冯·耶森的指挥下交付使用。完成海试后，该艇加入驻但泽的第8潜艇区舰队，在波罗的海进行战备训练。
1942年9月2日21:50左右，当训练中的U-222号在皮劳以西的波罗的海海面上浮时，与在黑暗中静止的友艇U-626号发生碰撞。碰撞发生后，前者艇桥立即收到报告，称艇艏舱室大量进水。第一值更官恩斯特·迪姆遂立即立即下舱，以便能够提供更准确的报告。与此同时，U-222号在数秒内沉没，大致位于54°25′N 19°30′E / 54.417°N 19.500°E处，深度达水下94米，艇内载有42名船员。当时身处司令塔内的迪姆勉强能够关闭舱门，而在艇桥值班的5名船员落水；其中2人被沉没潜艇的回流卷入深海，包括艇长耶森在内的其余3人则于10:10被U-626号救起。一艘潜艇母舰立即赶赴事故现场，并与被困海底、一直在敲门的U-222号船员取得联系。潜艇最后一次敲击发生在9月3日凌晨05:00左右，并发出如下信息：“我们进水了！”之后，便了无音讯。U-222号直到数日后才被成功打捞上岸，进而拖至戈滕哈芬的海军兵工厂。这艘严重受损的残骸在当地退役并最终拆解报废。

## 脚注
1. ↑  威廉生，第11頁.
2. ↑  加洛普，第74頁.
3. 1 2  Gröner 1991，第43–46頁.
4. ↑  加洛普，第72頁.
5. ↑  . U-Boot-Archiv.   [2025-08-20].
6. 1 2  Helgason, Guðmundur. . German U-boats of WWII - uboat.net.   [2025-08-20].
7. ↑  Busch & Röll，第57頁.